# José Gálvez Paz
José Manuel Gálvez Paz fue un militar y político peruano. Llegó a tener el grado de Teniente Coronel de Caballería de San Miguel de Pallaques del Perú y fue subprefecto de la provincia de Cajamarca. 
Nació en Lima en 1792. Se casó en Cajamarca en 1813 con María Micaela de Egúsquiza y Aristizábal. Entre sus hijos destacan José y Pedro Gálvez Egúsquiza que tuvieron importante participación política en el Perú durante el siglo XIX.
En representación de la provincia de Cajamarca, fue uno de los sesenta y cinco diputados electos en 1825 por la Corte Suprema y convocados para aprobar la Constitución Vitalicia del dictador Simón Bolívar. Sin embargo, a pesar de que dicho congreso estuvo convocado, el mismo decidió no asumir ningún tipo de atribuciones y no llegó a entrar en funciones.